# Olympische Winterspelen 2010

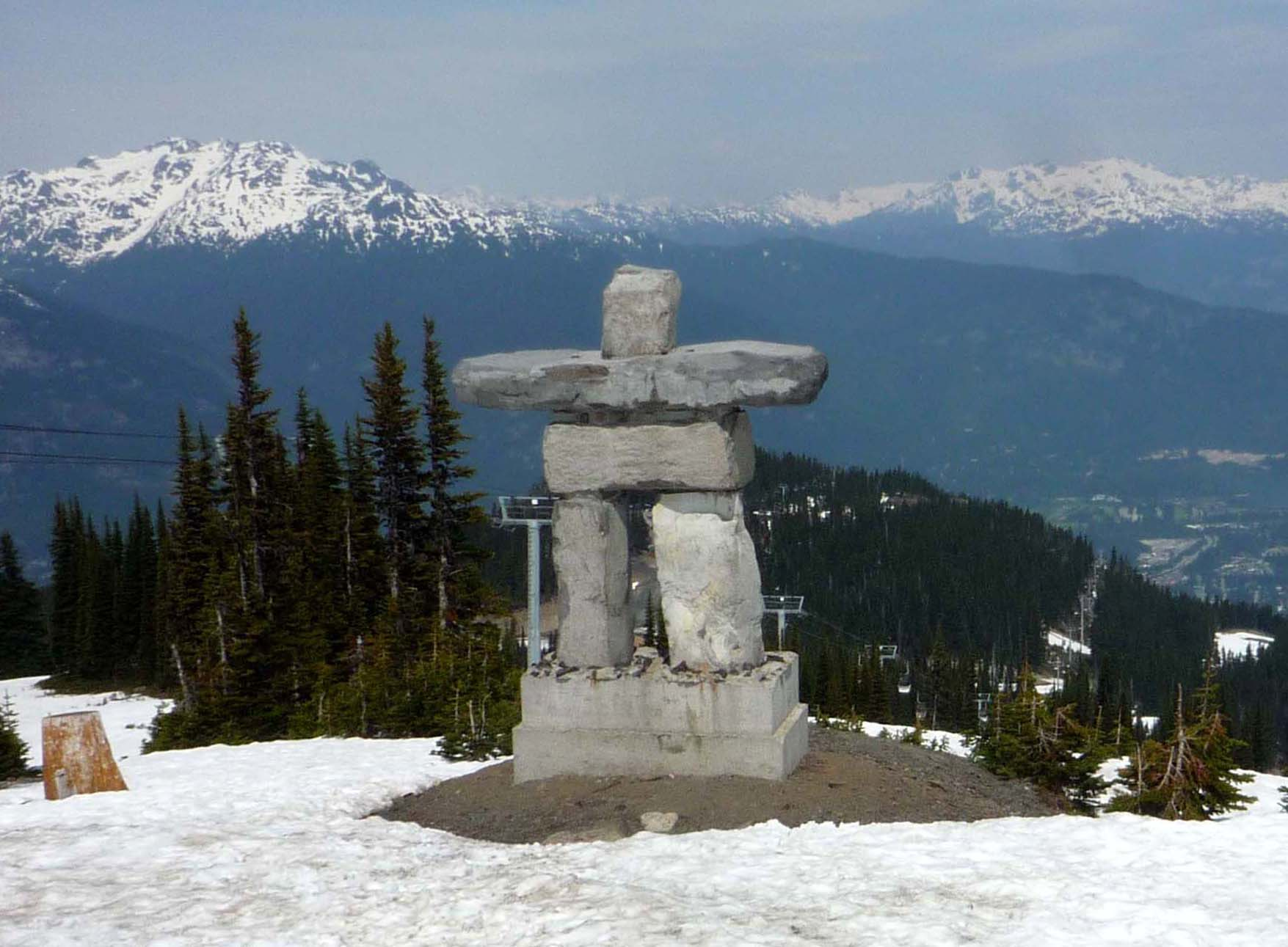
De Inuksuk waarop het logo van de Spelen is gebaseerd

De XXIe Olympische Winterspelen werden gehouden in Vancouver van 12 tot en met 28 februari 2010. Enkele onderdelen vonden plaats in het naburige Whistler en Richmond. Op de 115e IOC-zitting in Praag op 2 juli 2003 werd Vancouver verkozen boven Pyeongchang en Salzburg. Het was na de Olympische Zomerspelen 1976 in Montreal en de Olympische Winterspelen 1988 in Calgary, de derde maal dat Canada de Olympische Spelen organiseerde.
De Spelen werden georganiseerd door het Vancouver Organizing Committee (VANOC) en werden officieel geopend door de gouverneur-generaal Michaëlle Jean. De olympische vlam werd door de Canadese ijshockeyer Wayne Gretzky aangestoken.

## Geschiedenis

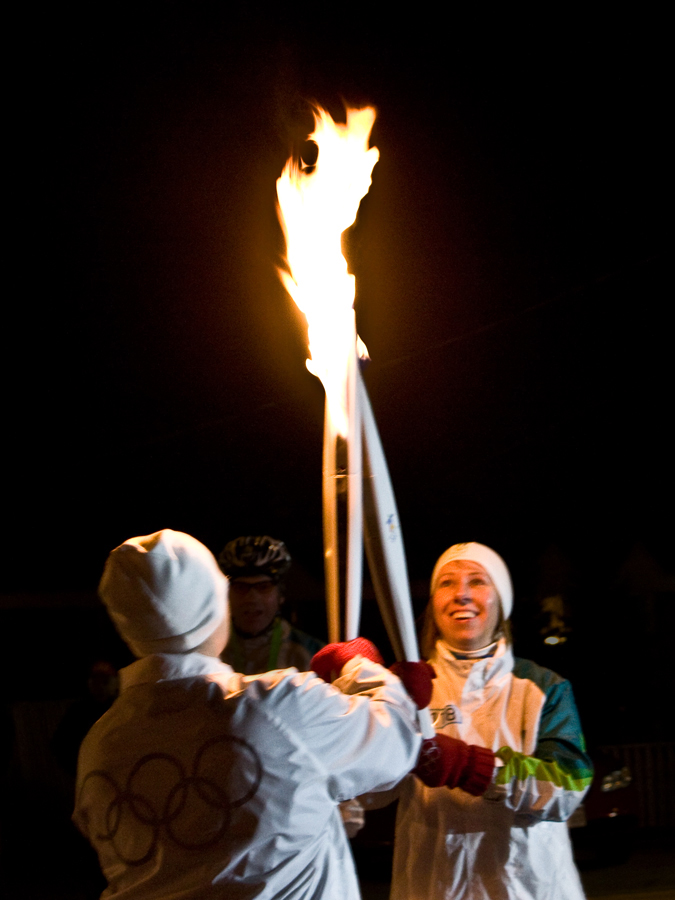
De fakkel op 23 november 2009 in Moncton

### Toewijzing
De Canadian Olympic Committee verkoos Vancouver boven Calgary, nadat het Quebec niet was gelukt om de Spelen van 2002 binnen te halen. Er waren naast Vancouver aanvankelijk zeven andere kandidaten, te weten: Andorra la Vella (Andorra), Bern (Zwitserland), Harbin (China), Jaca (Spanje), Pyeongchang (Zuid-Korea), Salzburg (Oostenrijk) en Sarajevo (Bosnië en Herzegovina). Bern viel al vroeg af, nadat een referendum in Zwitserland had uitgewezen dat de bevolking een kandidatuur niet steunde. Na een selectie bleven Pyeongchang, Salzburg en Vancouver over. Op de 115e IOC-zitting in Praag op 2 juli 2003 werd met een stand van 56-53 de Canadese stad verkozen. Salzburg was met slechts 16 stemmen al in de eerste ronde afgevallen.

### Voorbereiding en kosten
Het BC Place Stadium, waar de opening en sluiting plaatsvinden, werd voor ruim 150 miljoen dollar gerenoveerd. In totaal werden er 580 miljoen dollars besteed aan het bouwen en upgraden van de accommodaties. Daaronder valt ook de 178 miljoen Canadese dollar kostende Richmond Olympic Oval, waar het onderdeel schaatsen plaats had.
Met de voltooiing van het Vancouver Olympic/Paralympic Centre in februari 2009 waren alle stadions precies één jaar van tevoren voltooid.

### Marketing
Het logo van de Olympische Winterspelen werd op 23 april 2005 onthuld en kreeg de naam Ilanaaq de Inunnguaq. Ilanaaq betekent "vriend" in het Inuktitut. Het logo is gebaseerd op de Inuksuk, die voor de Expo 86 werd gebouwd en tegenwoordig bij de English Bay Beach staat.
De mascottes werden op 27 november 2007 geïntroduceerd aan het publiek. Er zijn twee mascottes voor de Olympische Spelen, een voor de Paralympische Spelen en er is één sidekick. Dit zijn:
- Miga - een mythologische beer
- Quatchi - een bigfoot
- Sumi - een orka-achtig diertje
- Mukmuk - een marmot

### Fakkeltocht
De fakkeltocht van de Olympische Winterspelen 2010 ging op 30 oktober 2009 van start in de Griekse stad Olympia en werd ontstoken door de Griekse actrice Maria Nafpliotou. De fakkeltocht is met 106 dagen, 1036 deelnemende steden en 12.000 lopers de langste binnenlandse fakkeltocht in de olympische geschiedenis.

## Verslag

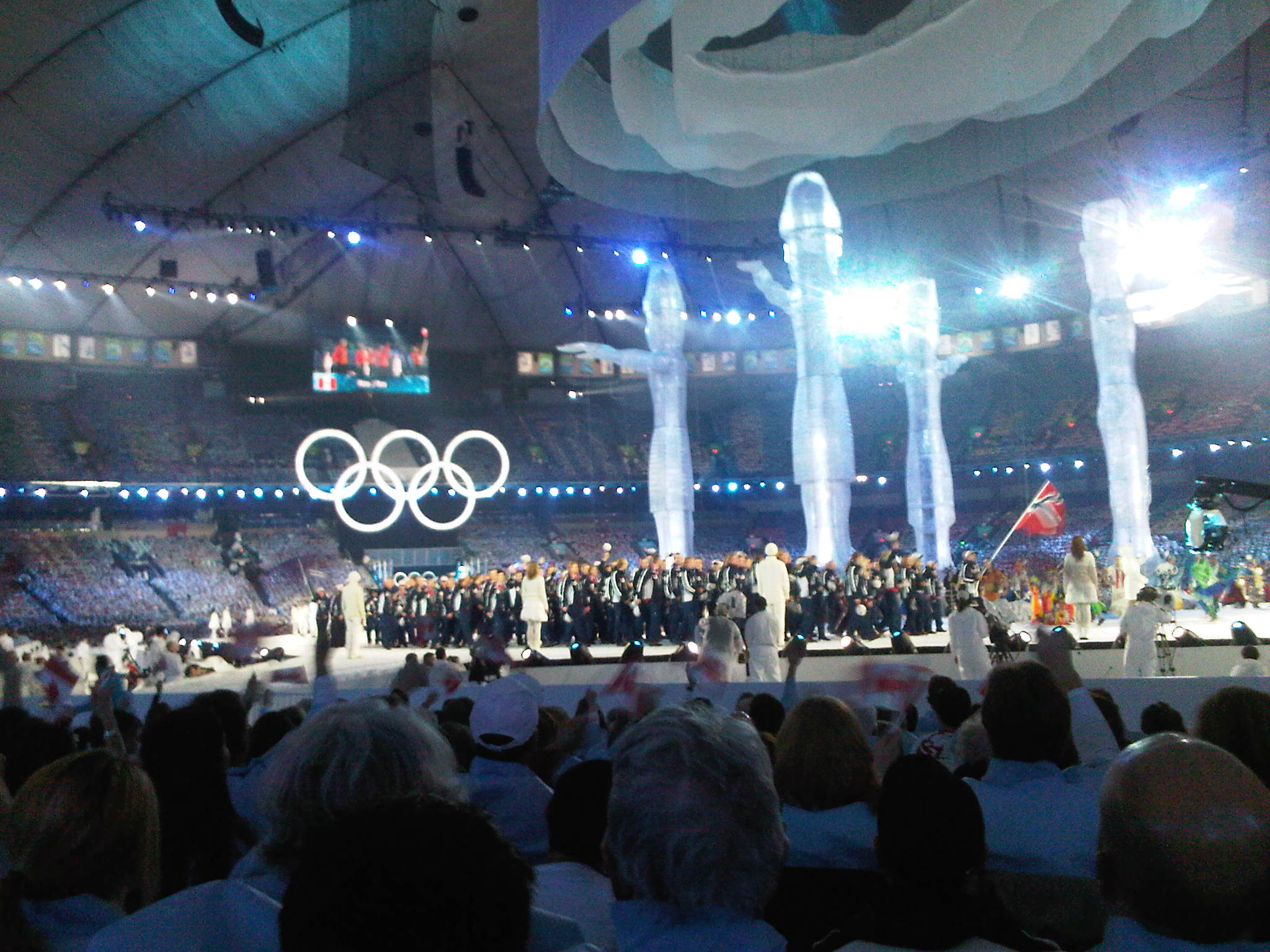
De openingsceremonie

### Vrijdag 12 februari - openingsceremonie
Vlak voor de officiële opening van de Olympische Winterspelen in het BC Place Stadium verongelukte de Georgische rodelaar Nodar Koemaritasjvili tijdens een training in Whistler Sliding Centre. De Georgiër vloog met meer dan 140 kilometer per uur uit de bocht en botste tegen een betonnen pilaar. Reanimatie mocht niet meer baten en Koemaritasjvili overleed kort erna. Koemaritasjvili was de vierde sporter die gedurende de geschiedenis van de Olympische Winterspelen om het leven kwam. Ondanks het ongeval besloot het Georgische team mee te lopen tijdens de openingsceremonie, de Georgiërs droegen wel rouwbanden. Ze werden door het publiek gesteund met staande ovatie. De ceremonie begon om zes uur 's avonds (lokale tijd) in het BC Place Stadium en het was de eerste maal dat een olympische openingsceremonie in een volledig overdekt stadion plaatsvond. Gouverneur-generaal Michaëlle Jean opende de 21e editie van de Olympische Winterspelen en de olympische eed werd door Hayley Wickenheiser en Michel Verrault afgelegd. De olympische vlam werd door de paralympiër Rick Hansen binnengereden en het vuur werd in het stadion ontstoken door Catriona LeMay-Doan, Steve Nash, Nancy Greene en Wayne Gretzky. Na afloop liep Gretzky weer naar buiten om een tweede vlam bij het Vancouver Convention Centre aan te steken. De organisatie droeg de ceremonie op aan de overleden atleet Nodar Koemaritasjvili. Tijdens de ceremonie werd een aantal keer stil gestaan bij zijn overlijden. Er werd een minuut stilte gehouden waarbij de Canadese en olympische vlag halfstok hingen, IOC-voorzitter Jacques Rogge betuigde namens de olympische familie zijn medeleven. De voorzitter van het organisatiecomité Vanoc, John Furlong, riep de atleten op om de olympische droom van de Georgiër op hun schouders mee te dragen en deel te nemen met zijn ziel in het hart.

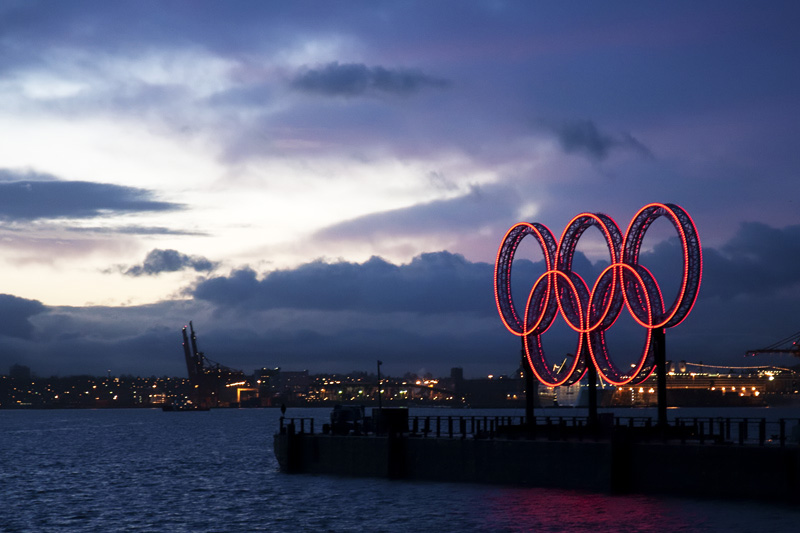
De olympische ringen in het Burrard Inlet, bij het Stanley Park

### Zaterdag 13 februari - dag 1
Vanwege de slechte weersomstandigheden werd de afdaling van het Alpineskiën voor mannen uitgesteld van 13 februari naar 15 februari. De andere onderdelen konden wel doorgang vinden.
Op de normale schans bij het schansspringen behaalde de Zwitser Simon Ammann de gouden plak door 105 en 108 meter ver te springen. 's Middags (lokale tijd) ging het onderdeel 5000 meter bij het schaatsen van start, alwaar Sven Kramer een olympisch record reed en daarmee ook de gouden medaille op zijn naam kon schrijven. Kramer is de eerste atleet op de Spelen in Vancouver die een olympisch record verbreekt. Later op de middag won de Amerikaanse Hannah Kearney de mogulswedstrijd voor vrouwen. De 7,5 kilometer sprint vrouwen bij het biatlon werd gewonnen door de Slowaakse Anastasiya Koezmina, dit was de eerste Slowaakse gouden medaille op een Olympische Winterspelen. Lee Jung-su won goud op het onderdeel 1500 meter mannen bij het shorttrack.

### Zondag 14 februari - dag 2
Op dag twee won de Franse Vincent Jay de sprint bij het biatlon. Alexandre Bilodeau uit Canada won het onderdeel moguls bij de mannen en de Duitser Felix Loch pakte het goud op het onderdeel mannen enkel van het rodelen. De overwinning op de Gundersen normale schans bij de Noordse combinatie werd in de wacht gesleept door de Fransman Jason Lamy-Chappuis, hij versloeg met 0,4 secondes de Amerikaan Johnny Spillane, het kleinste verschil ooit. De Tsjechische Martina Sáblíková won de drie kilometer bij het schaatsen.

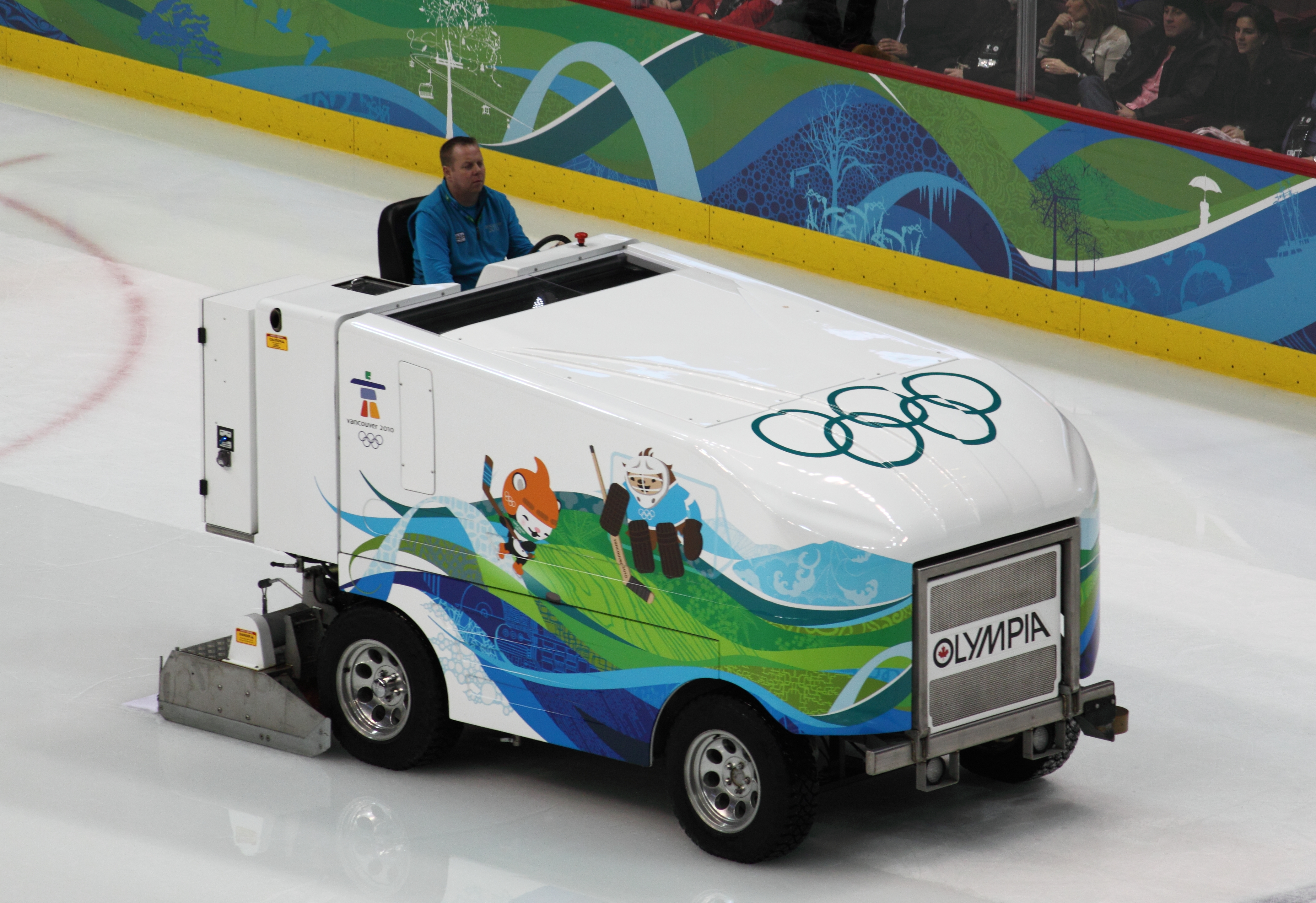
Een ijsdweilmachine van het merk Olympia, die voor problemen zorgde

### Maandag 15 februari - dag 3
De afdaling bij de mannen (alpineskiën) werd gewonnen door de Zwitser Didier Défago met een tijd van 1:54.31, nummers twee en drie werden de Noor Aksel Lund Svindal en de Amerikaan Bode Miller. De overwinning op de tien kilometer langlaufen (vrije stijl) bij de dames werd door de Zweedse Charlotte Kalla in de wacht gesleept. De 15 kilometer bij de heren werd gewonnen door de Zwitser Dario Cologna; het was de eerste gouden medaille voor de Zwitsers die werd gewonnen met het langlaufen.
In het Pacific Coliseum werd intussen de gouden plak voor het paarrijden (kunstrijden) gewonnen door het Chinese duo Zhao Hongbo en Shen Xue, met een totale score van 216,57 kreeg het Chinese paar het wereldrecord in handen. De snowboardcross bij de mannen werd gewonnen door de Amerikaan Seth Wescott. Zuid-Korea behaalde voor het eerst in de geschiedenis een gouden medaille bij het langebaanschaatsen; de 500 meter heren werd door Mo Tae-Bum gewonnen. De schaatswedstrijd werd door defecte ijsdweilmachines vertraagd met ruim drie kwartier. Van de twee dweilmachines was er maar één operationeel. De organisatie werd nog eens voor schut gezet, toen bleek dat een derde machine, die het euvel zou moeten verhelpen, verkeerd ingesteld was. Na dreigementen om de schaatscompetitie te staken, werd besloten om een machine uit Calgary over te laten vliegen. De problemen werden waarschijnlijk veroorzaakt door mankementen in de elektrische systemen. De organisatie werd bekritseerd, omdat het niet de gebruikelijke ijsdweilmachines gebruikte (van het merk Zamboni), maar de milieu-vriendelijkere elektrische machine van het merk Olympia, die geleverd werden door een hoofdsponsor.

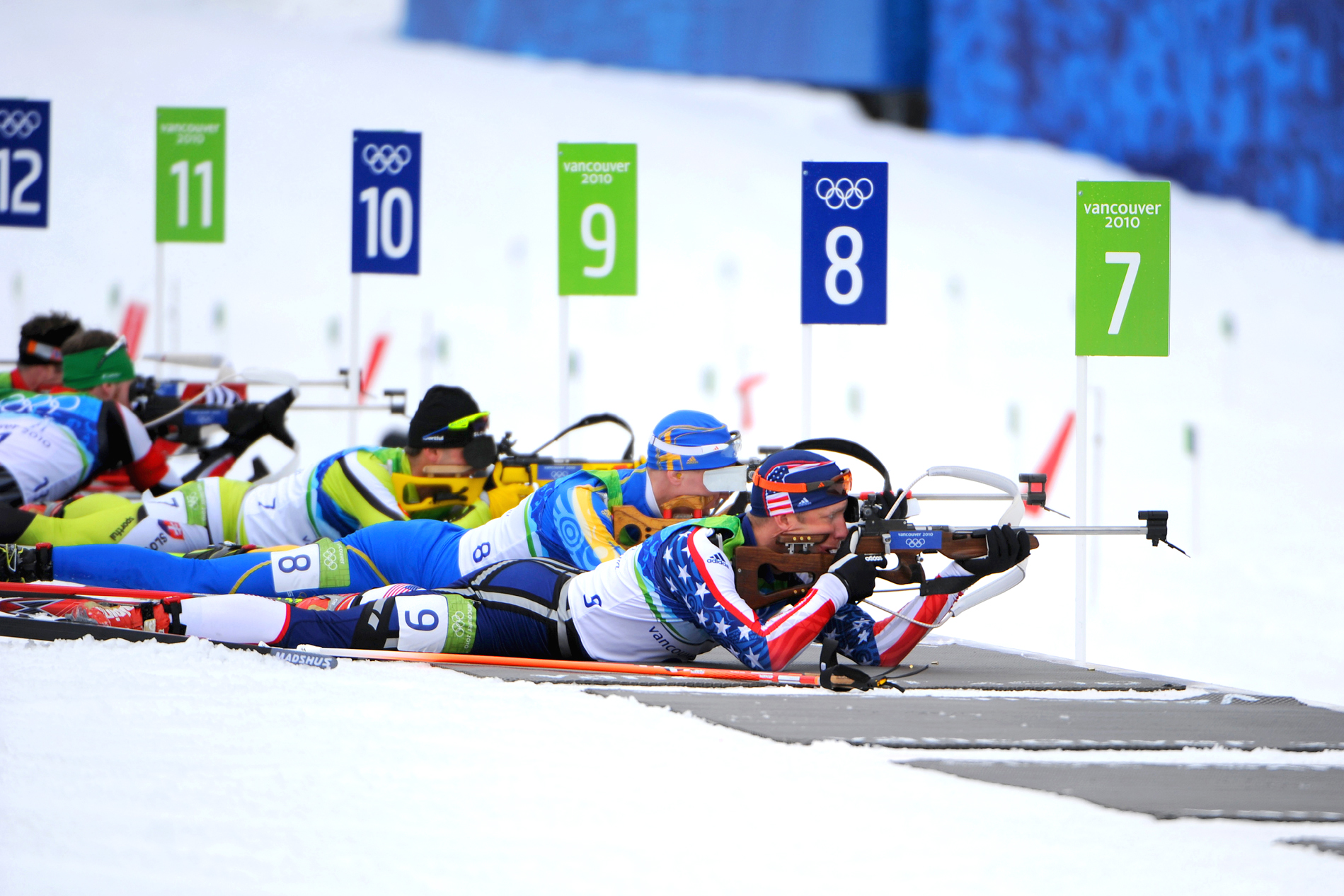
Het onderdeel achtervolging bij de heren op dag vier

### Dinsdag 16 februari - dag 4
Op de vierde dag werd het onderdeel achtervolging bij de vrouwen van het biatlon gewonnen door de Duitse Magdalena Neuner, de achtervolging bij de heren werd gewonnen door de Zweed Björn Ferry. Het dames enkel bij het rodelen werd gewonnen door de Duitse Tatjana Hüfner. Op het onderdeel snowboardcross bij de vrouwen mocht de Zwitserse Mellie Francon de overwinning op haar naam schrijven. Evenals op de dag ervoor won een Zuid-Koreaan de 500 meter, maar ditmaal was het bij de dames; Lee Sang-Hwa won in 76,09. Eerder op de dag was de Zamboni-ijsdweilmachine vanuit Calgary aangekomen, er deden zich tijdens de wedstrijd geen noemenswaardige problemen meer voor.

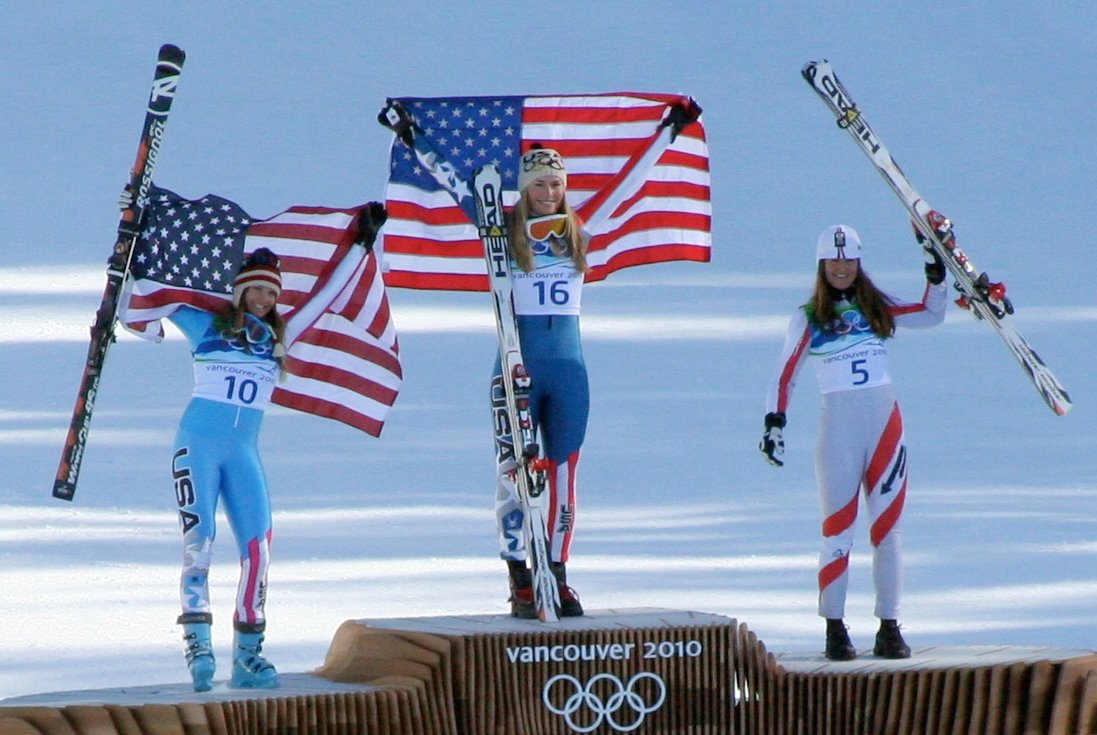
De ceremonie na de afdaling vrouwen van het alpineskiën

### Woensdag 17 februari - dag 5
Lindsey Vonn uit de Verenigde Staten won de gouden medaille op de afdaling van het alpineskiën. De Rus Nikita Krjoekov won met een tijd van 3:34.57 de sprintwedstrijd van het langlaufen, de sprint bij de vrouwen werd gewonnen door de Noorse Marit Bjørgen. De dubbel bij het rodelen werd gewonnen door Andreas en Wolfgang Linger. Zij prolongeerden hun titel uit Turijn en kregen met een tijd van 41,332 secondes in de tweede run het baanrecord in handen. De Chinese Wang Meng won de 500 meter vrouwen bij het shorttracken. De halfpipe mannen bij het snowboarden werd gewonnen door de Amerikaan Shaun White. De houder van het wereldrecord, de Amerikaan Shani Davis, won de 1000 meter bij de heren.

### Donderdag 18 februari - dag 6
Op dag 6 werd Maria Riesch uit Duitsland winnares op de combinatie voor vrouwen van het alpineskiën. Noorwegen kwam in het bezit van twee gouden medailles door de overwinningen van Emil Hegle Svendsen en Tora Berger op het mannen en vrouwen individueel bij het biatlon. De Amerikaan Evan Lysacek pakt de gouden plak op het onderdeel mannen enkel van het kunstrijden. Nummer twee, Jevgeni Pljoesjtsjenko, beklaagt zich over de jurering, omdat hij naar eigen zeggen een moeilijker element uitvoerde in zijn kür. Torah Bright uit Australië won de halfpipe vrouwen van het snowboarden. De Canadese Christine Nesbitt pakt de eerste gouden schaatsmedaille op de Vancouverse Spelen, ze wint met een tijd van 1.16,56 de 1000 meter bij de vrouwen, daarmee versloeg ze met twee honderdste van een seconde de Nederlandse Annette Gerritsen.

### Vrijdag 19 februari - dag 7
Het onderdeel Super G voor mannen van het alpineskiën wordt gewonnen door de Noor Aksel Lund Svindal, die eerder al een zilveren plak verdiende op de afdaling voor mannen. De 15 km achtervolging voor vrouwen van het langlaufen wordt ook door een inwoner uit Noorwegen gewonnen, Marit Bjørgen blijft de concurrentie met 8,9 secondes voor. De gouden medaille voor het mannen enkel van skeleton komt in handen van de Canadees Jon Montgomery. De Britse Amy Williams is de winnares bij de vrouwelijke variant.

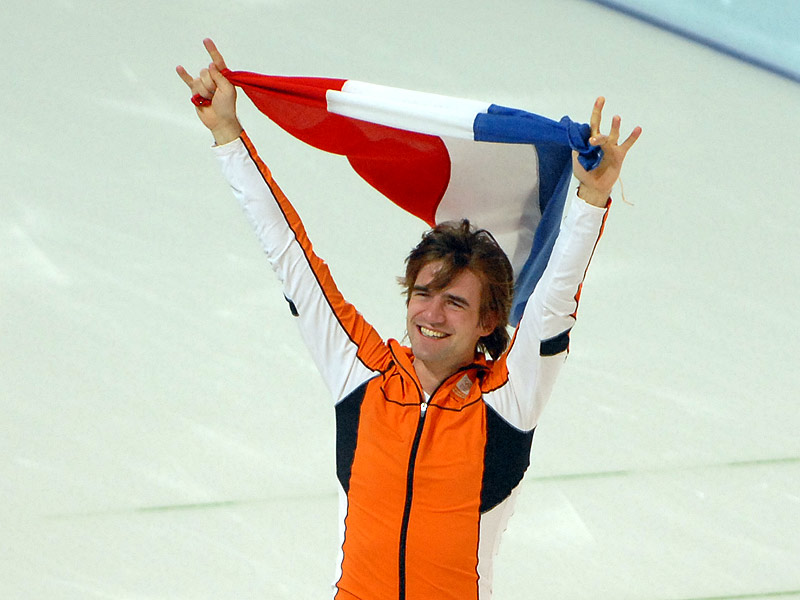
Mark Tuitert na zijn overwinning op de 1.500 meter

### Zaterdag 20 februari - dag 8
De Super G voor vrouwen werd gewonnen door Oostenrijkse Andrea Fischbacher. De Zweed Marcus Hellner won de gouden medaille op de 30 kilometer achtervolging voor mannen. Bij het shorttracken werden de gouden medailles verdeeld onder de Chinese Zhou Yang, die de 1500 meter voor vrouwen won, en de Zuid-Koreaan Lee Jung-Su, die de snelste was op de 1000 meter voor mannen. Beide schaatsers reden het oude olympische record stuk. Op de grote schans bleek de Zwitser Simon Ammann wederom de beste, eerder won hij al op de kleine schans. Na die overwinning tekende de Oostenrijkse equipe protest aan bij de organisatie; Ammann zou een onreglementaire aanpassingen hebben gedaan aan zijn skibindingen, de FIS zag echter geen problemen en keurde Ammanns ski's goed. Acht jaar eerder, tijdens de Spelen in Salt Lake City won de Zwitser ook al beide onderdelen, maar tijdens de editie in Turijn presteerde Ammann beduidend slechter.
Favoriet op de 1500 meter voor mannen van het schaatsen, de Amerikaan Shani Davis, wist niet de beste tijd neer te zetten op dat onderdeel. De Nederlander Mark Tuitert ging er, met een tijd van 1.45,57 (een baanrecord), met de gouden plak vandoor.

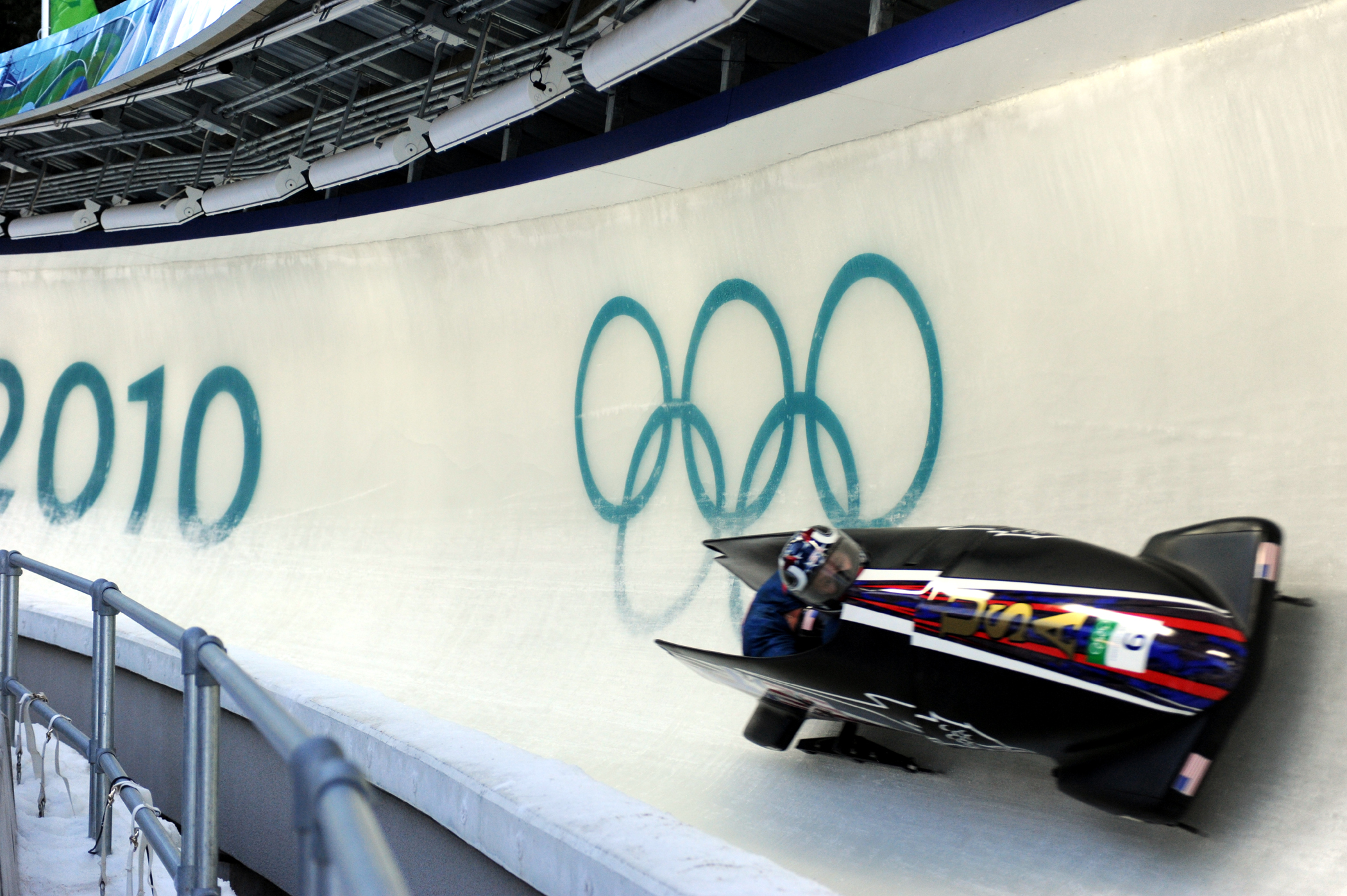
De Amerikaanse tweemansbob

### Zondag 21 februari - dag 9
Bode Miller, een Amerikaanse alpineskiër, werd winnaar op het onderdeel combinatie voor de mannen. Bij het biatlon wonnen de Rus Jevgeni Oestjoegov en de Duitse Magdalena Neuner op de onderdelen massastart mannen en massastart vrouwen. Het Duitse duo André Lange en Kevin Kuske kregen de gouden medaille voor de tweemansbob bij het bobsleeën in bezit. Bij het freestyleskiën, op het onderdeel ski cross, won de Zwitser Michael Schmid. De Canadees Christopher Del Bosco, die een lange tijd afstevende op een bronzen plak, kwam vlak voor de finish ten val en moest toezien hoe de Noor Audun Grønvold derde werd. Evenals één dag eerder wordt de 1500 meter (ditmaal voor vrouwen) gewonnen door een Nederlander, Ireen Wüst won met een tijd van 1.56,89.

### Maandag 22 februari - dag 10
Op dag tien kreeg het Noorse team, bestaande uit Øystein Pettersen en Petter Northug op het onderdeel teamsprint voor mannen van het langlaufen de gouden plak in handen. Bij de dames werd dat onderdeel door Evi Sachenbacher-Stehle en Claudia Nystad uit Duitsland gewonnen. Het onderdeel ijsdansen bij het kunstrijden wonnen de Canadezen Tessa Virtue en Scott Moir. De landenwedstrijd van het schansspringen werd gewonnen door het Noorse team, dat bestond uit Anders Bardal, Tom Hilde, Johan Remen Evensen en Anders Jacobsen.

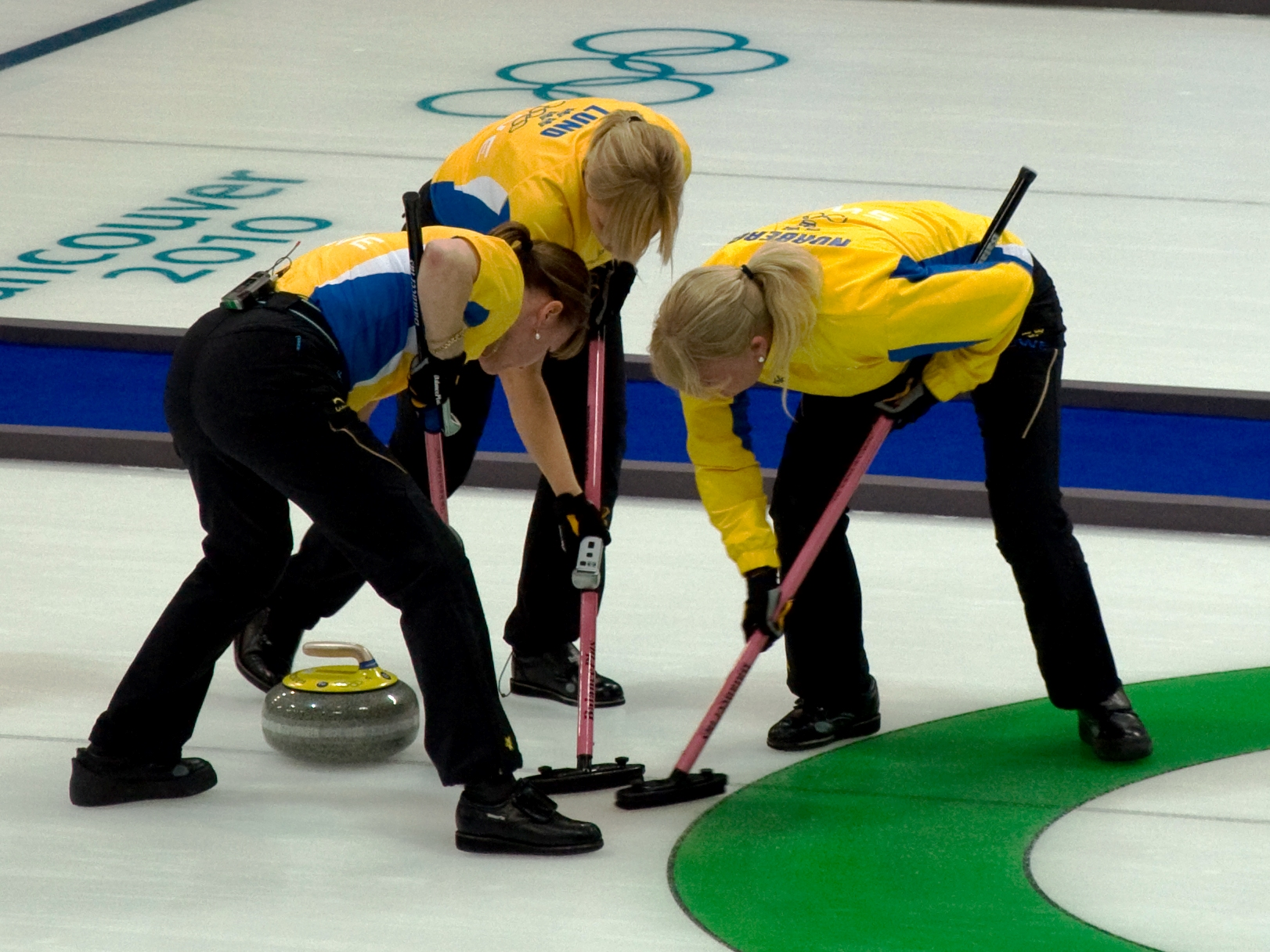
Het Zweedse team tijdens het onderdeel curling

### Dinsdag 23 februari - dag 11
De 10 kilometer voor mannen werd, na de diskwalificatie van favoriet Sven Kramer, door de Koreaan Lee Seung-Hoon gewonnen met een nieuw olympisch record. Kramer, die een snellere tijd leek te gaan realiseren, werd gediskwalificeerd vanwege een fout bij het wisselen van de baan. Hierdoor kreeg de Rus Ivan Skobrev de zilveren medaille om zijn nek gehangen en de Nederlander Bob de Jong de bronzen. De ski cross van de dames werd gewonnen door de Canadese Ashleigh McIvor. De Zwitser Carlo Janka verdiende de gouden plak op de reuzenslalom van het alpineskiën. Het onderdeel estafette vrouwen van het biatlon werd door de Russinnen gewonnen, Svetlana Sleptsova, Anna Bogali-Titovets, Olga Medvedtseva en Olga Zajtseva kregen de gouden medaille omgehangen. De landenwedstrijd bij de noordse combinatie werd door het Oostenrijkse team gewonnen, dat bestond uit Bernhard Gruber, David Kreiner, Felix Gottwald en Mario Stecher.

### Woensdag 24 februari - dag 12
Op dag 12 werd de 5000 meter voor vrouwen gewonnen door de Tsjechische Martina Sáblíková, die werd gezien als favoriet voor de titel. De relay voor vrouwen van het shorttracken werd gewonnen door het Chinese team, bestaande uit Sun Linlin, Wang Meng, Zhang Hui en Zhou Yang. De ploeg zette een nieuw wereldrecord neer. De Australische freestyleskiester Lydia Lassila won het onderdeel aerials voor vrouwen. Het Canadese duo Kaillie Humphries en Heather Moyse waren het snelst op de tweemansbob voor vrouwen. Ze verbraken tijdens hun eerste drie runs driemaal het baanrecord. Het Zweedse team won de estafette van het langlaufen. Daniel Richardsson, Johan Olsson, Anders Södergren en Marcus Hellner kregen de gouden plak omgehangen.

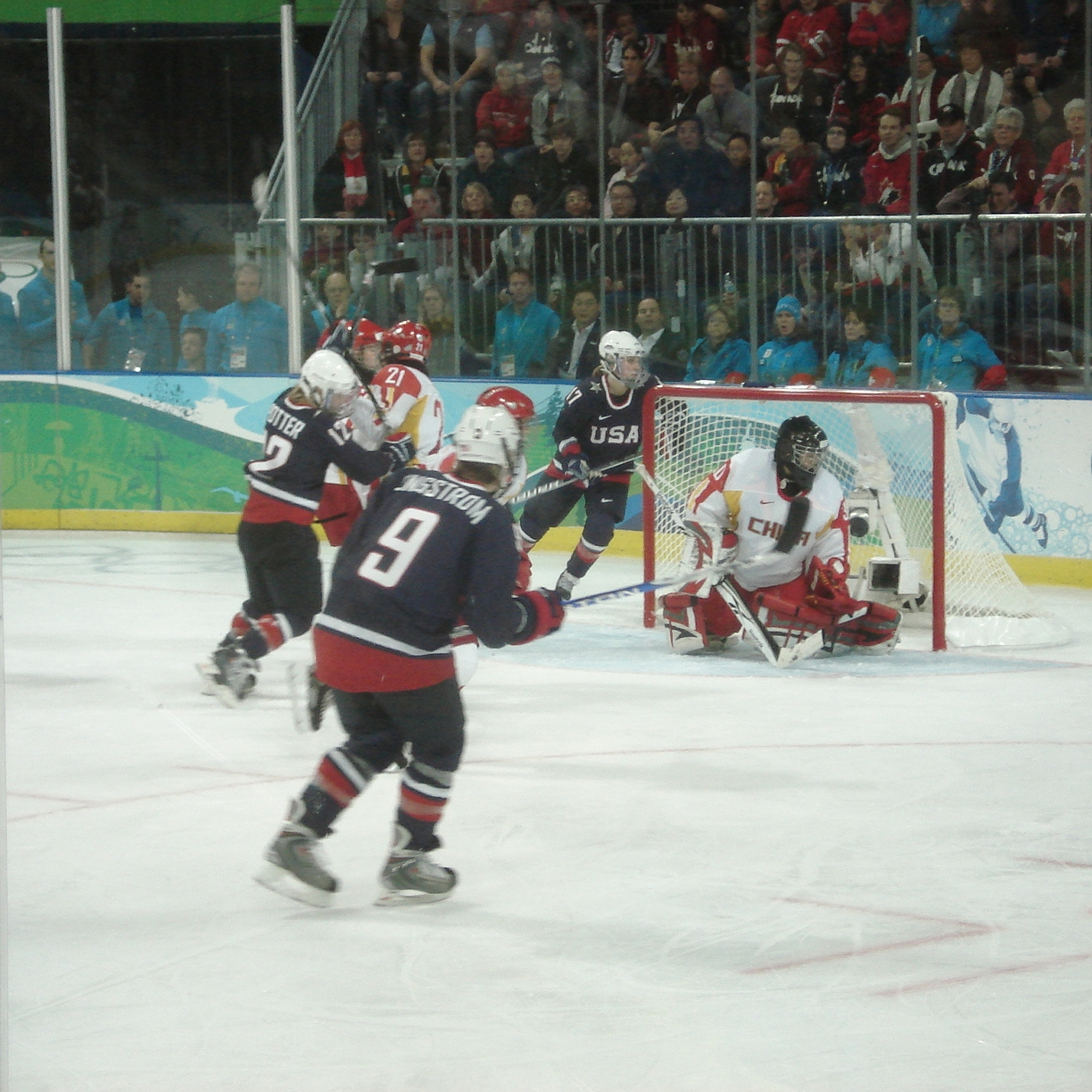
Het Amerikaanse damesijshockeyteam in actie

### Donderdag 25 februari - dag 13
Op dag 13 werd het onderdeel reuzenslalom van het alpineskiën door de Duitse Viktoria Rebensburg gewonnen. De overwinning op de estafette van het langlaufen voor vrouwen ging naar het Noorse team, bestaande uit Vibeke Skofterud, Therese Johaug, Kristin Størmer Steira en Marit Bjørgen. Ook het kunstrijden worden de medailles bij de vrouwen verdeeld, de Zuid-Koreaanse Kim Yu-Na zette tevens een wereldrecord neer. De finale van het onderdeel aerials van het freestyleskiën werd gewonnen door de Wit-Rus Aleksej Grisjin. De overwinning van de damesfinale van het ijshockey werd door het Canadese team afgedwongen, dat met een 2-0 stand won van het Amerikaanse team. Op grote schans van de noordse combinatie was de Amerikaan Bill Demong de beste.

### Vrijdag 26 februari - dag 14
Nederland behaalde op dag 14 voor de 100e maal een gouden medaille op de Olympische Spelen; snowboardster Nicolien Sauerbreij won tijdens haar derde deelname aan de Winterspelen op het onderdeel parallelreuzenslalom. De Duitse Maria Riesch won de slalom van het alpineskiën. Ole Einar Bjørndalen won als lid van de Noorse estafetteploeg op de biatlon zijn zesde gouden medaille, dit deed hij samen met Halvard Hanevold, Tarjei Bø en Emil Hegle Svendsen. De curlingfinale tussen Zweden en Canada met 7-6 werd gewonnen door Kajsa Bergström, Anna Le Moine, Cathrine Lindahl, Eva Lund en Anette Norberg uit het Scandinavische land. Op het onderdeel shorttrack werden drie finales verreden; de overwinning op de 500 meter voor mannen ging naar de Canadees Charles Hamelin, de duizend meter voor vrouwen ging naar de Chinese Wang Meng en 5000 meter aflossing voor mannen werd gewonnen door de Canadezen Guillaume Bastille, Charles Hamelin, François Hamelin, Olivier Jean en François-Louis Tremblay.

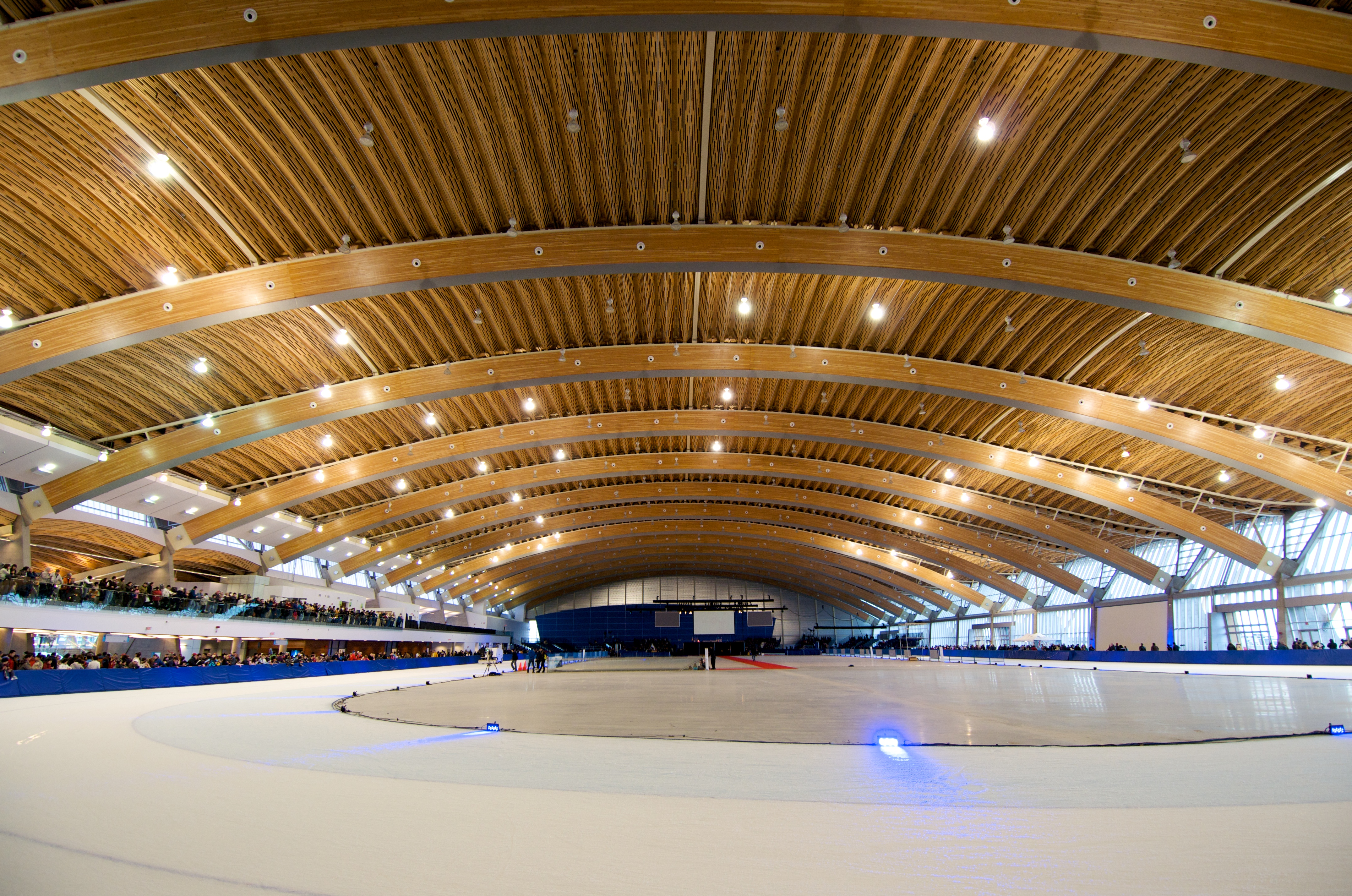
De Richmond Olympic Oval, waar het langebaanschaatsen plaatsvond

### Zaterdag 27 februari - dag 15
Op zaterdag won de viermansbob van het Amerikaanse team voor het eerst sinds 1948 de gouden medaille. De bob werd bemand door Steven Holcomb, Steve Mesler, Curtis Tomasevicz en Justin Olsen. De slalom voor mannen werd gewonnen door de Italiaan Giuliano Razzoli. De Poolse Justyna Kowalczyk won de gouden plak op de 30 kilometer klassieke stijl voor vrouwen. De finale van het mannen curling werd door het Canadese team, bestaande uit Kevin Martin, John Morris, Marc Kennedy, Ben Hebert en Adam Enright, gewonnen. De Canadese snowboarder Jasey-Jay Anderson won de parrallelreuzenslalom. Op het onderdeel ploegenachtervolging werden in Richmond de medailles voor de heren en de dames verdeeld. Bij de mannen kregen de Canadezen Mathieu Giroux, Lucas Makowsky, Denny Morrison de gouden medaille, hoewel de Nederlandse ploeg het snelst was en een nieuw olympisch record reed. De Duitse schaatssters Daniela Anschütz-Thoms, Stephanie Beckert, Anni Friesinger en Katrin Mattscherodt wonnen bij de vrouwen.

### Zondag 28 februari - dag 16
Op de laatste dag bleek de Noor Petter Northug het snelst op de 50 kilometer klassieke stijl voor mannen. De finale van het ijshockeytoernooi voor mannen werd gespeeld tussen het team uit de Verenigde Staten en de Canadese ijshockeyploeg, na verlenging waren de Canadezen het snelst met een stand van 3-2. In de namiddag werd gestart met de sluitingsceremonie, waarin onder andere de olympische vlag aan de burgemeester van de Russische stad Sotsji werd overgedragen. Daarnaast traden ook vele Canadese artiesten op.

## Accommodaties

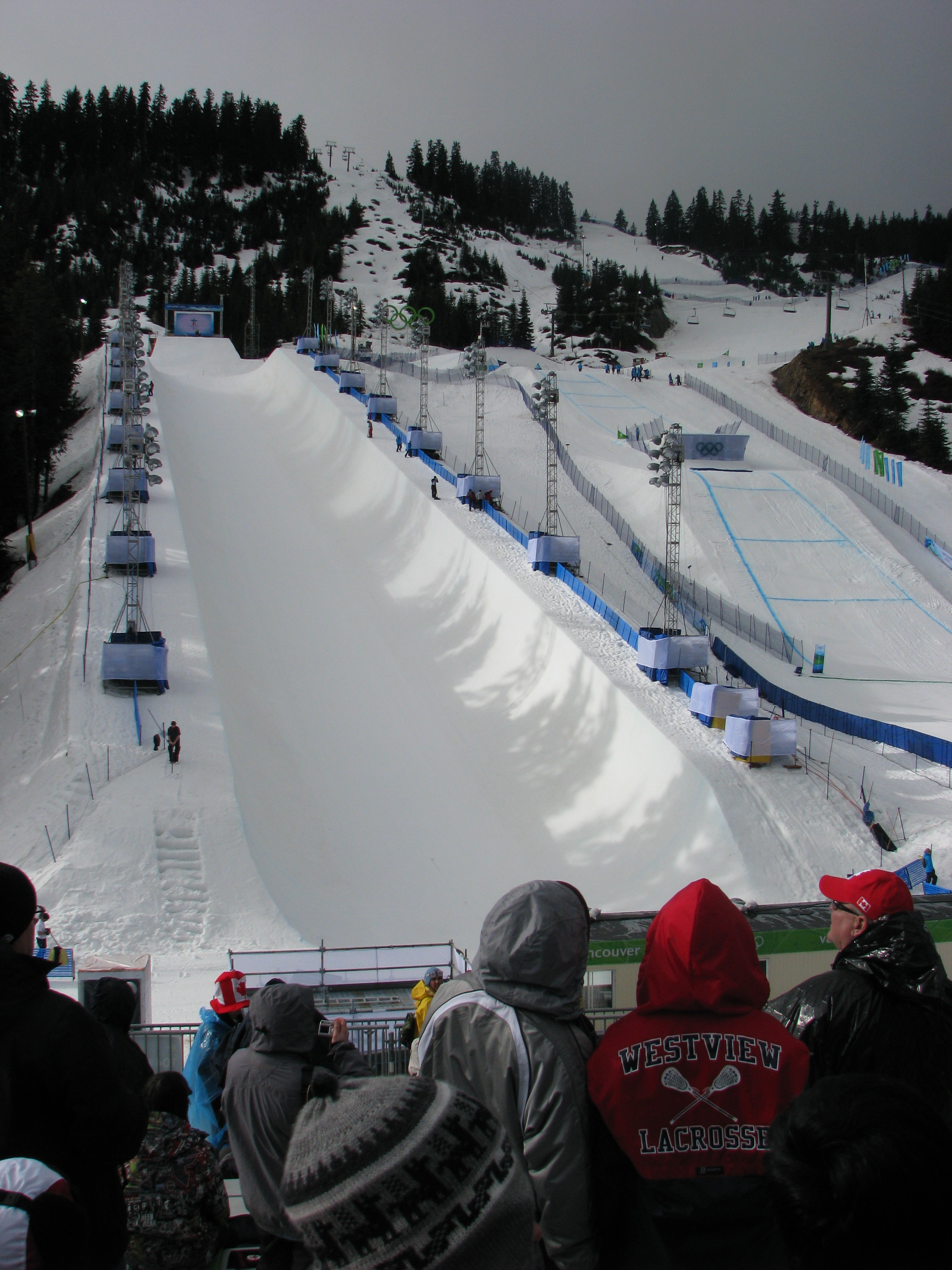
De snowboardpiste op Cypress Mountain

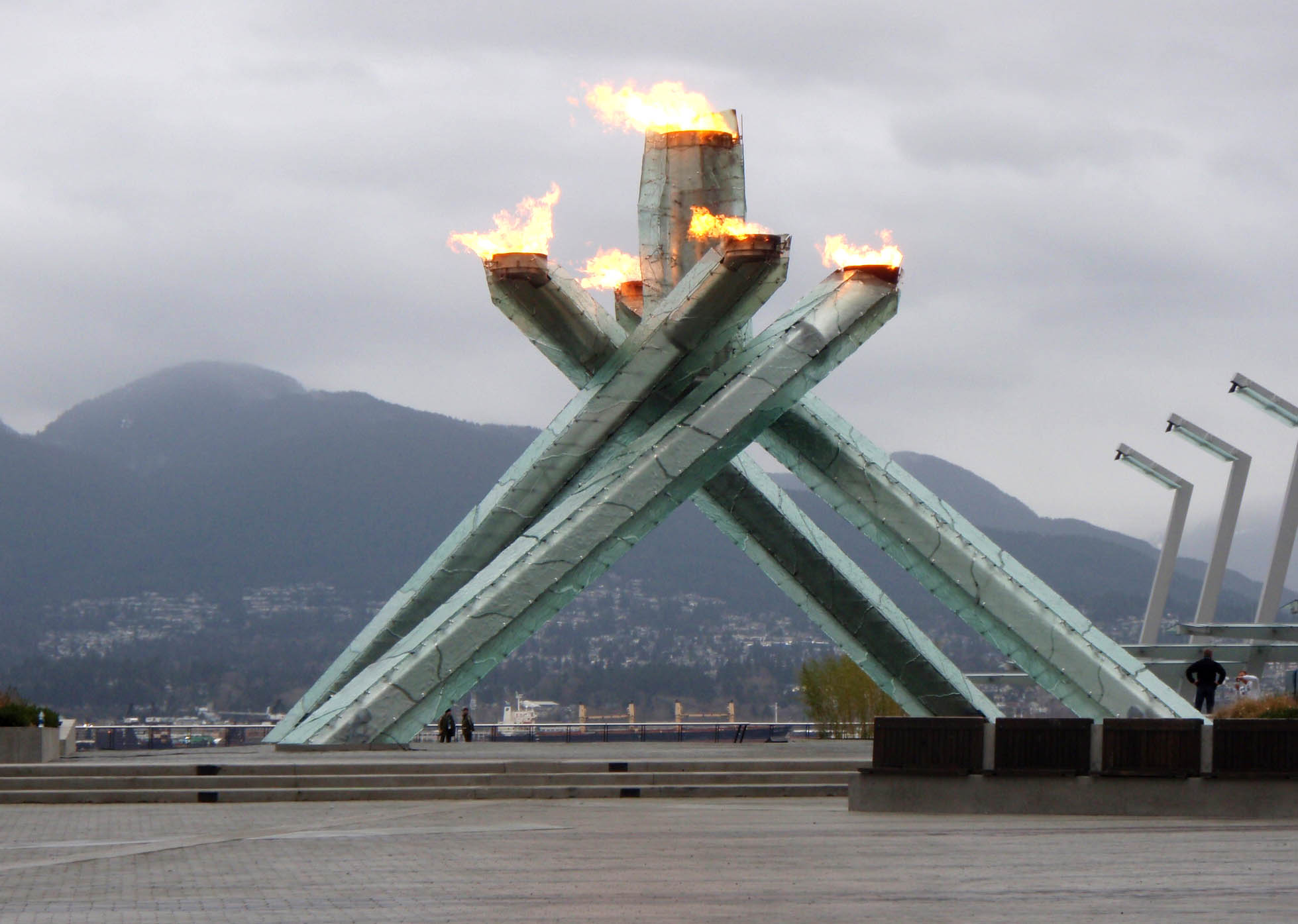
De olympische vlam bij het Vancouver Convention Centre

| Plaats                  | Accommodatie                                              | Functie                                        | Capaciteit         |
| Sportaccommodaties      | Sportaccommodaties                                        | Sportaccommodaties                             | Sportaccommodaties |
| ----------------------- | --------------------------------------------------------- | ---------------------------------------------- | ------------------ |
| Vancouver               | Canada Hockey Place                                       | IJshockey (primaire accommodactie)             | 18.630             |
| Vancouver               | Doug Mitchell Thunderbirdsportcentrum                     | IJshockey (secundaire accommodactie)           | 7.200              |
| Vancouver               | Pacific Coliseum                                          | Kunstrijden en Shorttrack                      | 14.239             |
| Vancouver               | Vancouver Olympic/Paralympic Centre                       | Curling                                        | 6.000              |
| Richmond                | Richmond Olympic Oval                                     | Schaatsen                                      | 8.000              |
| West Vancouver          | Cypress Mountain Resort                                   | Freestyleskiën en Snowboarden                  | 8.000              |
| Whistler                |                                                           |                                                |                    |
| Whistler Creekside      | Alpineskiën                                               | 7.600                                          |                    |
| Whistler Olympic Park   | Biatlon, Langlaufen, Schansspringen en Noordse combinatie | 6.000                                          |                    |
| Whistler Sliding Centre | Bobsleeën, Rodelen en Skeleton                            | 12.000                                         |                    |
| Overige accommodaties   |                                                           |                                                |                    |
| Vancouver               | BC Place Stadium                                          | Openings- en sluitingsceremonie en Medal Plaza |                    |
| Vancouver               | Vancouver Olympic Village                                 | Olympisch dorp                                 |                    |
| Vancouver               | Vancouver Convention Centre                               | Mediacentrum                                   |                    |
| Whistler                | Whistler Olympic and Paralympic Village                   | Olympisch dorp                                 |                    |
| Whistler                | Whistler Media Centre                                     | Mediacentrum                                   |                    |
| Whistler                | Whistler Olympic Celebration Plaza                        | Ceremoniepodium en medaille Medal Plaza        |                    |

## Disciplines
Tijdens de Olympische Winterspelen van 2010 wordt er gesport in zeven takken van sport. In vijftien disciplines staan 86 onderdelen op het programma.
| Ol. sport    | Discipline         | Onderdelen                      | Onderdelen                      | Onderdelen                                        | Onderdelen                                        | Onderdelen                                        | Onderdelen                                        |                                                   |
| ------------ | ------------------ | ------------------------------- | ------------------------------- | ------------------------------------------------- | ------------------------------------------------- | ------------------------------------------------- | ------------------------------------------------- | ------------------------------------------------- |
| Biatlon      | Biatlon            | individueel (m) individueel (v) | sprint (m) sprint (v)           | achtervolging (m) achtervolging (v)               | massastart (m) massastart (v)                     | estafette (m) estafette (v)                       | estafette (m) estafette (v)                       |                                                   |
| Bobsleesport | Bobsleeën          | 2-mans (m)                      | 4-mans (m)                      | 2-mans (v)                                        | 2-mans (v)                                        | 2-mans (v)                                        | 2-mans (v)                                        |                                                   |
| Bobsleesport | Skeleton           | mannen                          | vrouwen                         | vrouwen                                           | vrouwen                                           | vrouwen                                           | vrouwen                                           |                                                   |
| Curling      | Curling            | mannen                          | vrouwen                         | vrouwen                                           | vrouwen                                           | vrouwen                                           | vrouwen                                           |                                                   |
| Rodelen      | Rodelen            | mannen                          | vrouwen                         | dubbel                                            | dubbel                                            | dubbel                                            | dubbel                                            |                                                   |
| Schaatssport | Kunstrijden        | mannen                          | vrouwen                         | paren                                             | ijsdansen                                         | ijsdansen                                         | ijsdansen                                         |                                                   |
| Schaatssport | Schaatsen          | 500 m (m) 500 m (v)             | 1000 m (m) 1000 m (v)           | 1500 m (m) 1500 m (v)                             | 5000 m (m) 3000 m (v)                             | 10.000 m (m) 5000 m (v)                           | achtervolging (m) achtervolging (v)               |                                                   |
| Schaatssport | Shorttrack         | 500 m (m) 500 m (v)             | 1000 m (m) 1000 m (v)           | 1500 m (m) 1500 m (v)                             | 5000 m aflossing (m) 3000 m aflossing (v)         | 5000 m aflossing (m) 3000 m aflossing (v)         | 5000 m aflossing (m) 3000 m aflossing (v)         |                                                   |
| Skisport     | Alpineskiën        | afdaling (m) afdaling (v)       | slalom (m) slalom (v)           | reuzenslalom (m) reuzenslalom (v)                 | super-g (m) super-g (v)                           | combinatie (m) combinatie (v)                     | combinatie (m) combinatie (v)                     |                                                   |
| Skisport     | Freestyleskiën     | aerials (m) aerials (v)         | moguls (m) moguls (v)           | skicross (m) skicross (v)                         | skicross (m) skicross (v)                         | skicross (m) skicross (v)                         | skicross (m) skicross (v)                         |                                                   |
| Skisport     | Langlaufen         | sprint (m) sprint (v)           | vrij, 15 km (m) vrij, 10 km (v) | achtervolging (m) achtervolging (v)               | klassiek, 50 km (m) klassiek, 30 km (v)           | teamsprint (m) teamsprint (v)                     | estafette (m) estafette (v)                       |                                                   |
| Skisport     | Noordse combinatie | normale schans (m)              | normale schans (m)              | grote schans (m)                                  | grote schans (m)                                  | team grote schans (m)                             | team grote schans (m)                             |                                                   |
| Skisport     | Schansspringen     | normale schans (m)              | normale schans (m)              | grote schans (m)                                  | grote schans (m)                                  | team grote schans (m)                             | team grote schans (m)                             |                                                   |
| Skisport     | Snowboarden        | cross (m) cross (v)             | halfpipe (m) halfpipe (v)       | parallelreuzenslalom (m) parallelreuzenslalom (v) | parallelreuzenslalom (m) parallelreuzenslalom (v) | parallelreuzenslalom (m) parallelreuzenslalom (v) | parallelreuzenslalom (m) parallelreuzenslalom (v) | parallelreuzenslalom (m) parallelreuzenslalom (v) |
| IJshockey    | IJshockey          | mannen                          | vrouwen                         | vrouwen                                           | vrouwen                                           | vrouwen                                           | vrouwen                                           |                                                   |

Op 28 november 2006 besloot het IOC om skicross toe te voegen als nieuw olympisch onderdeel binnen het freestyleskiën.
De volgende disciplines werden op diezelfde bijeenkomst door het IOC afgewezen om toegevoegd te worden aan het programma.
- Alpineskiën, team
- Biatlon, gemengde estafette
- Curling, gemengd dubbel
- Rodelen, team
- Schansspringen, vrouwen
- Teamcombinatie bobsleeën en skeleton

### Kalender
De volgende tabel geeft het programma van de Spelen per dag. Een blauw vakje betekent dat er die dag een of meerdere onderdelen op het programma staan, maar dat er nog geen medailles verdeeld worden. Een geel vakje geeft aan dat er die dag medailles zijn te winnen. Elke medaille in de tabel staat voor een bepaald onderdeel. 
| ● | Openingsceremonie |  | Wedstrijden | Goud | Wedstrijden met medailles | ● | Gala | ● | Sluitingsceremonie |

| Februari           | 12 Vr | 13 Za                | 14 Zo                             | 15 Ma                                                  | 16 Di                                          | 17 Wo                                                    | 18 Do                                      | 19 Vr                           | 20 Za                            | 21 Zo                                    | 22 Ma                                    | 23 Di                | 24 Wo                      | 25 Di                           | 26 Vr                                                      | 27 Za                                                  | 28 Zo                    | Totaal |
| ------------------ | ----- | -------------------- | --------------------------------- | ------------------------------------------------------ | ---------------------------------------------- | -------------------------------------------------------- | ------------------------------------------ | ------------------------------- | -------------------------------- | ---------------------------------------- | ---------------------------------------- | -------------------- | -------------------------- | ------------------------------- | ---------------------------------------------------------- | ------------------------------------------------------ | ------------------------ | ------ |
| Ceremoniën         | ●     |                      |                                   |                                                        |                                                |                                                          |                                            |                                 |                                  |                                          |                                          |                      |                            |                                 |                                                            |                                                        | ●                        |        |
| Alpineskiën        |       | 1                    | 2                                 | Afdaling, mannen                                       | 3                                              | Afdaling, vrouwen                                        | Combinatie, vrouwen                        | Super-G, mannen                 | Super-G, vrouwen                 | 4                                        |                                          | Reuzenslalom, mannen | Reuzenslalom, vrouwen      |                                 | Slalom, vrouwen                                            | Slalom, mannen                                         |                          | 10     |
| Biatlon            |       | Sprint, vrouwen      | Sprint, mannen                    |                                                        | Achtervolging, vrouwen · Achtervolging, mannen |                                                          | Individueel, vrouwen · Individueel, mannen |                                 |                                  | Massastart, mannen · Massastart, vrouwen |                                          | Estafette, vrouwen   |                            |                                 | Estafette, mannen                                          |                                                        |                          | 10     |
| Bobsleeën          |       |                      |                                   |                                                        |                                                |                                                          |                                            |                                 |                                  | Tweemansbob, mannen                      |                                          |                      | Tweemansbob, vrouwen       |                                 |                                                            | Viermansbob, mannen                                    |                          | 3      |
| Curling            |       |                      |                                   |                                                        |                                                |                                                          |                                            |                                 |                                  |                                          |                                          |                      |                            |                                 | Vrouwen                                                    | Mannen                                                 |                          | 2      |
| Freestyleskiën     |       | Moguls, vrouwen      | Moguls, mannen                    |                                                        |                                                |                                                          |                                            |                                 |                                  | Skicross, mannen                         |                                          | Skicross, vrouwen    | Aerials, vrouwen           | Aerials, mannen                 |                                                            |                                                        |                          | 6      |
| IJshockey          |       |                      |                                   |                                                        |                                                |                                                          |                                            |                                 |                                  |                                          |                                          |                      |                            | Vrouwen                         |                                                            |                                                        | Mannen                   | 2      |
| Kunstrijden        |       |                      |                                   | Paren                                                  |                                                |                                                          | Mannen                                     |                                 |                                  |                                          | IJsdansen                                |                      |                            | Vrouwen                         |                                                            | ●                                                      |                          | 4      |
| Langlaufen         |       |                      |                                   | 10 km individueel, vrouwen · 15 km individueel, mannen |                                                | Sprint individueel, mannen · Sprint individueel, vrouwen |                                            | 2x7,5 km achtervolging, vrouwen | 2x15 km achtervolging, mannen    |                                          | Teamsprint, mannen · Teamsprint, vrouwen |                      | 4x 10 km estafette, mannen | 4x 5 km estafette               |                                                            | 30 km massastart, vrouwen                              | 50 km massastart, mannen | 12     |
| Noordse combinatie |       |                      | 10 km individueel, normale schans |                                                        |                                                |                                                          |                                            |                                 |                                  |                                          |                                          | 4x5 km team          |                            | 10 km individueel, grote schans |                                                            |                                                        |                          | 3      |
| Rodelen            |       |                      | Individueel, mannen               |                                                        | Individueel, vrouwen                           | Dubbel, mannen                                           |                                            |                                 |                                  |                                          |                                          |                      |                            |                                 |                                                            |                                                        |                          | 3      |
| Schaatsen          |       | 5.000 m, mannen      | 3.000 m, vrouwen                  | 500 m, mannen                                          | 500 m, vrouwen                                 | 1.000 m, mannen                                          | 1.000 m, vrouwen                           |                                 | 1.500 m, mannen                  | 1.500 m, vrouwen                         |                                          | 10.000 m, mannen     | 5.000 m, vrouwen           |                                 |                                                            | Teamachtervolging, mannen · Teamachtervolging, vrouwen |                          | 12     |
| Schansspringen     |       | Normale schans (K90) |                                   |                                                        |                                                |                                                          |                                            |                                 | Grote schans (K120)              |                                          | Team, grote schans                       |                      |                            |                                 |                                                            |                                                        |                          | 3      |
| Shorttrack         |       | 1500 m, mannen       |                                   |                                                        |                                                | 500 m, vrouwen                                           |                                            |                                 | 1500 m, vrouwen · 1000 m, mannen |                                          |                                          |                      | 3000 m aflossing, vrouwen  |                                 | 500 m, mannen · 1000 m, vrouwen · 5000 m aflossing, mannen |                                                        |                          | 8      |
| Skeleton           |       |                      |                                   |                                                        |                                                |                                                          |                                            | Mannen · Vrouwen                |                                  |                                          |                                          |                      |                            |                                 |                                                            |                                                        |                          | 2      |
| Snowboarden        |       |                      |                                   | Snowboard cross, mannen                                | Snowboard cross, vrouwen                       | Halfpipe, mannen                                         | Halfpipe, vrouwen                          |                                 |                                  |                                          |                                          |                      |                            |                                 | Parallelle reuzenslalom, vrouwen                           | Parallelle reuzenslalom, mannen                        |                          | 6      |
| Totaal             |       | 5                    | 5                                 | 5                                                      | 6                                              | 7                                                        | 6                                          | 4                               | 6                                | 6                                        | 4                                        | 5                    | 6                          | 5                               | 7                                                          | 7                                                      | 2                        | 86     |
| Februari           | 12 Vr | 13 Za                | 14 Zo                             | 15 Ma                                                  | 16 Di                                          | 17 Wo                                                    | 18 Do                                      | 19 Vr                           | 20 Za                            | 21 Zo                                    | 22 Ma                                    | 23 Di                | 24 Wo                      | 25 Do                           | 26 Vr                                                      | 27 Za                                                  | 28 Zo                    |        |

1 Op deze dag stond de afdaling bij de mannen gepland

2 Op deze dag stond de combinatie bij de vrouwen gepland
3 Op deze dag stond de combinatie bij de mannen gepland

4 Op deze dag stond de reuzenslalom bij de mannen gepland

### Mutaties
| Sport         | Nieuw                     | Verdwenen (t.o.v. 2006) | Wijzigingen/Opmerkingen |
| ------------- | ------------------------- | ----------------------- | ----------------------- |
| Freesyleskiën | skicross (m) skicross (v) |                         | Nu 6 onderdelen         |
|               | 2                         | 0                       | 0                       |

## Deelnemende landen

Een recordaantal van 82 landen nam aan de Spelen deel. Dit waren er twee meer dan bij de vorige editie. Zeven landen debuteerden; Colombia, Ghana, de Kaaimaneilanden, Montenegro, Pakistan, Peru en Servië. Jamaica, Marokko en Mexico maakten hun rentree. Ten opzichte van de vorige editie ontbraken de Amerikaanse Maagdeneilanden, Costa Rica, Kenia, Luxemburg, Madagaskar, Thailand en Venezuela. Servië-Montenegro was ondertussen uiteengevallen in twee onafhankelijke landen.

## Medaillespiegel

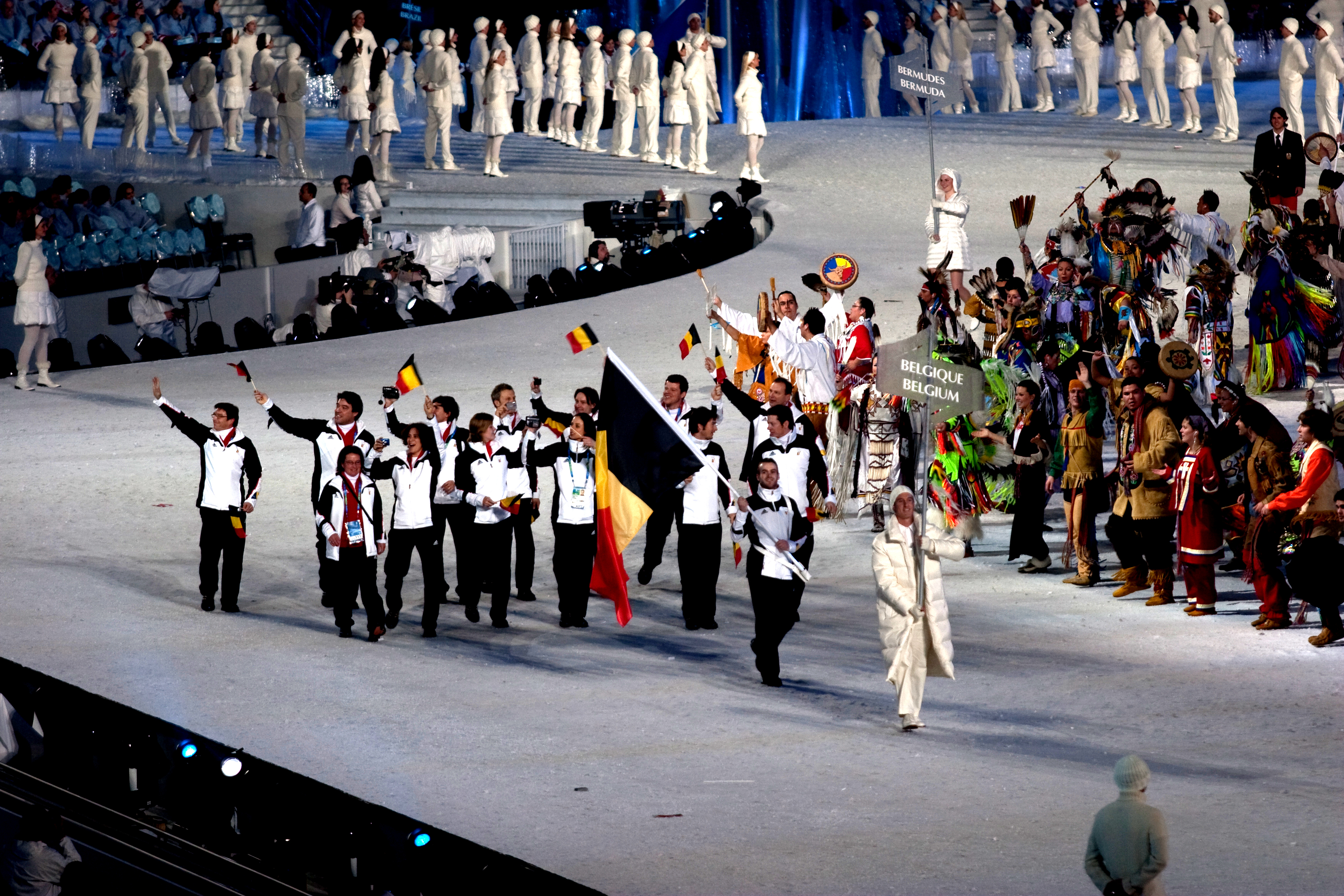
De Belgische equipe tijdens de openingsceremonie

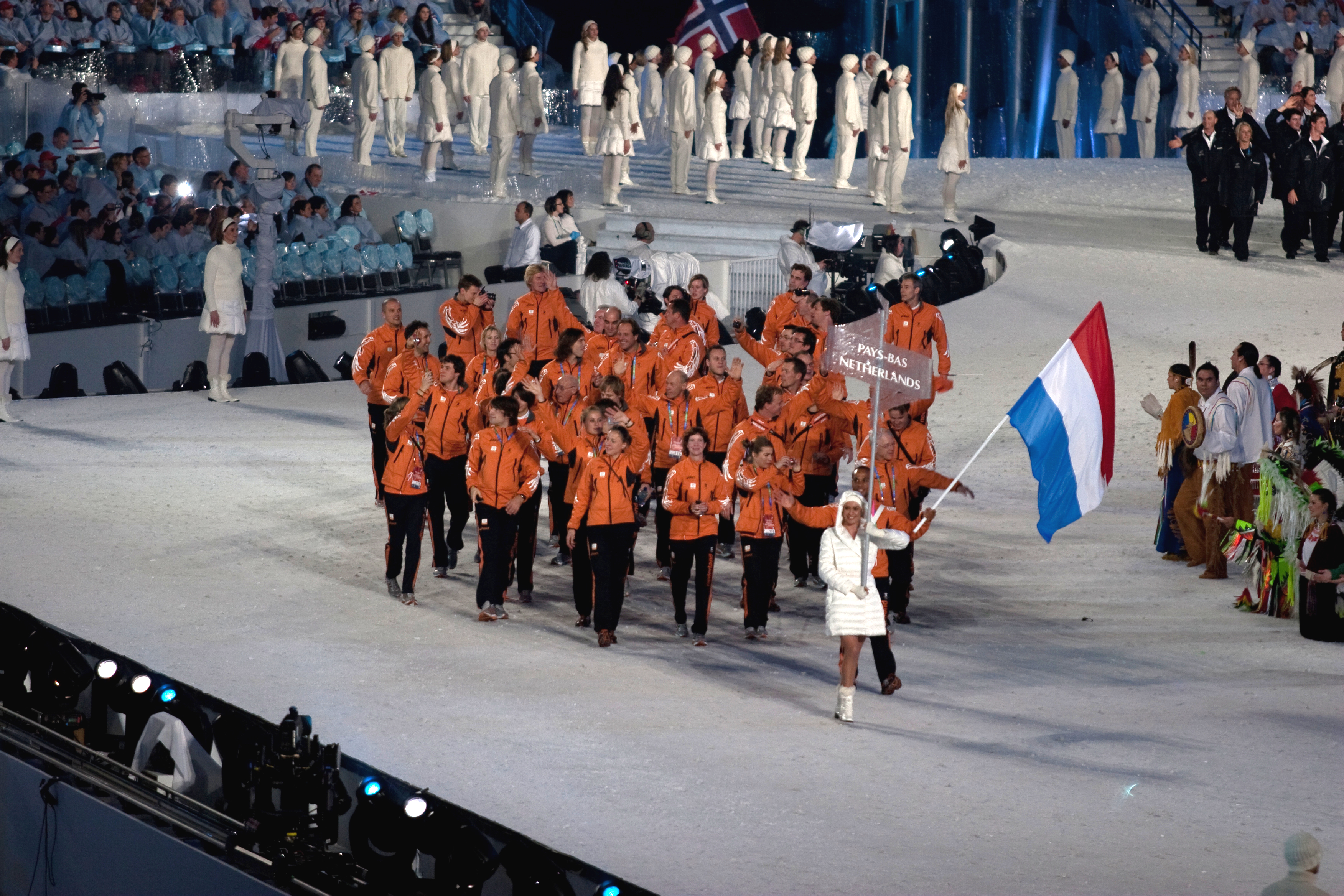
De Nederlandse ploeg tijdens de openingsceremonie

Op 86 onderdelen worden medailles uitgereikt. Het IOC stelt officieel geen medailleklassement op, maar geeft desondanks een medailletabel ter informatie. In het klassement wordt eerst gekeken naar het aantal gouden medailles, vervolgens de zilveren medailles en tot slot de bronzen medailles.
In de volgende tabel staat de top 10. Het gastland heeft een blauwe achtergrond. Vetgedrukt is het grootst aantal medailles per categorie.
| Plaats | Land             | NOC | Goud | Zilver | Brons | Totaal |
| ------ | ---------------- | --- | ---- | ------ | ----- | ------ |
| 1      | Canada           | CAN | 14   | 7      | 5     | 26     |
| 2      | Duitsland        | GER | 10   | 13     | 7     | 30     |
| 3      | Verenigde Staten | USA | 9    | 15     | 13    | 37     |
| 4      | Noorwegen        | NOR | 9    | 8      | 6     | 23     |
| 5      | Zuid-Korea       | KOR | 6    | 6      | 2     | 14     |
| 6      | Zwitserland      | SUI | 6    | 0      | 3     | 9      |
| 7      | China            | CHN | 5    | 2      | 4     | 11     |
| 7      | Zweden           | SWE | 5    | 2      | 4     | 11     |
| 9      | Oostenrijk       | AUT | 4    | 6      | 6     | 16     |
| 10     | Nederland        | NED | 4    | 1      | 3     | 8      |